# Newcastle (Írország)
Newcastle község Dublintól 20 km-re délnyugati irányban fekszik, Dél-Dublin megye vidéki részén.

## A község és népessége
A község az R120 és az R405 regionális utak csomópontján épült, nyugatra a Casement Repülőtér (Baldonnell). A községnek öt plébániája van. A község kórháza a központtól 2 km-re északon található.
2002-ben lakosainak száma 1160 fő volt, 2006-ban már 1506 főre emelkedett.

## Történetéből
A normann invázió ellen toronnyal erősítettek meg hat templomot, ezekből mára már csak egy maradt, a Szent Finian-templom, az 1830-as évektől ezen egy templom körül szerveződött a közösség.

## Közlekedés
Kiváló buszhálózat biztosítja az összeköttetést a fővárossal és Írország más fontos helységeivel.

## Sport
- Newcastle ad otthont a Szent Finians GAA Klubnak, amely már sok sikert aratott főleg az U-15 csapat révén.